# Ejido Calomato
Ejido Calomato är en ort i Mexiko.   Den ligger i kommunen Mocorito och delstaten Sinaloa, i den västra delen av landet, 1 100 km nordväst om huvudstaden Mexico City. Ejido Calomato ligger 64 meter över havet och antalet invånare är 350.
Terrängen runt Ejido Calomato är platt västerut, men österut är den kuperad. Terrängen runt Ejido Calomato sluttar västerut. Runt Ejido Calomato är det ganska glesbefolkat, med 42 invånare per kvadratkilometer. Närmaste större samhälle är Adolfo López Mateos, 17,7 km söder om Ejido Calomato. Omgivningarna runt Ejido Calomato är en mosaik av jordbruksmark och naturlig växtlighet.